# Similiparma hermani
Similiparma hermani är en fiskart som först beskrevs av Steindachner, 1887.  Similiparma hermani ingår i släktet Similiparma och familjen Pomacentridae. Inga underarter finns listade i Catalogue of Life.